# Mathieu Gorgelin
Mathieu Gorgelin (* 5. August 1990 in Ambérieu-en-Bugey, Frankreich) ist ein französischer Fußballspieler, der bei Le Havre AC unter Vertrag steht und auf der Position des Torwarts spielt.

## Karriere

### Vereine
2002 kam er in die Jugendabteilung von Olympique Lyon. 2008 schaffte er es ins Reserveteam. Seit 2011 steht er im Kader der Profis, ist aber noch für die Reserve aktiv. Von 2011 bis 2012 war er an Red Star Paris verliehen. Für die Pariser spielte er 15 mal in der Liga und dreimal stand er im französischen Pokal zwischen den Pfosten. In der dritten Runde des Pokalwettbewerbs im Heimspiel gegen Olympique Marseille schied sein Team mit 0:5 aus. Gorgelin stand über die volle Spielzeit im Tor der Pariser.
Zur Saison 2019/20 schloss er sich dem Ligue 2-Teilnehmer Le Havre AC an. Dort konnte er sich einen Stammplatz erarbeiten. Sein Ligadebüt bestritt er am 26. Juli 2019 am 1. Spieltag gegen den AC Ajaccio.

### Nationalmannschaft
Gorgelin spielte im Jahre 2011 zweimal für die U-20 und einmal für die U-21 Frankreichs.